# Rivière du Mât les Bas
Pour les articles homonymes, voir Rivière du Mât.
Rivière du Mât les Bas est un lieu-dit de l'île de La Réunion, département d'outre-mer français dans le sud-ouest de l'océan Indien. Situé sur la rive gauche de l'embouchure du fleuve appelé Rivière du Mât, il constitue un quartier de la commune de Saint-André au sud-est de son centre-ville. Son centre d'animation socio-éducatif offre des activités à destination des jeunes et des aînés. L'embouchure de la rivière est un lieu réputé de pêche aux bichiques.